# Bùi Nam Hà
Bùi Nam Hà (1924–2019) là một tướng lĩnh Quân đội nhân dân Việt Nam, hàm Thiếu tướng, nguyên Phó Tổng thanh tra Quân đội, Giám đốc Học viện Hậu cần, Phó Giám đốc Học viện Quốc phòng, Cục trưởng Cục Nhà trường, Phó Tư lệnh Tham mưu trưởng Mặt trận Tây nguyên (B3), Tham mưu phó Quân khu Tả ngạn, Quân khu 5. Huân chương Độc lập hạng Nhất.

## Thân thế và sự nghiệp
• Ông quê tại phường Hồng Châu, thị xã Hưng Yên, tỉnh Hưng Yên. Trú quán tại phường 2, quận Tân Bình, TP. HCM.
• Ông tham gia cách mạng từ tháng 12 năm 1944, hoạt động Việt Minh bí mật trong vai trò là liên đội trưởng Đoàn Thanh niên Tuyên truyền xung phong thuộc Đoàn thanh niên Cứu Quốc Thành Hoàng Diệu, Hà Nội.
• Tháng 3 năm 1945, ông gia nhập quân đội. 
• Từ 19 tháng 8 năm 1945 đến tháng 12 năm 1949, ông lần lượt giữ các chức vụ: Tiểu đội trưởng, Trung đội trưởng giải phóng quân Chi đội Phó Vĩnh Phúc năm 1946; Tiểu đoàn trưởng Tiểu đoàn 55 Bắc Ninh, Tiểu đoàn 56 Bắc Giang, Trung đoàn Bắc Bắc, năm 1946; Tiểu đoàn 517 Độc lập Khu 12 Vệ quốc đoàn năm 1948; Tiểu đoàn trưởng Tiểu đoàn 322, Trung đoàn 88, Sư đoàn 308, Phó bí thư Liên chi năm 1949.
• Từ tháng 1 năm 1950 đến tháng 9 năm 1955, ông lần lượt giữ các chức vụ: Trung đoàn phó, Trung đoàn trưởng Trung đoàn 88, Sư đoàn 308, Phó bí thư Đảng uỷ Trung đoàn, Phó Chủ tịch uỷ ban tiếp quản Thủ đô Hà Nội năm 1954.
• Từ tháng 10 năm 1955 đến tháng 10 năm 1964, ông là Phó Tham mưu trưởng Quân khu Tả Ngạn
• Từ 1958 đến 1964: Phó Cục trưởng Cục Quân huấn, Bộ Tổng tham mưu
• Từ tháng 11 năm 1964 đến tháng 11 năm 1972, ông vào chiến trường B1, B3 Quân khu 5, giữ các chức vụ: Tham mưu phó Quân khu 5, Phó Tư lệnh Tham mưu trưởng Mặt trận Tây Nguyên (B3), Thường vụ Đảng uỷ Mặt trận B3, Phó Tư lệnh Đoàn 959 Quân tình nguyện Việt Nam tại Lào, Thường vụ Đảng uỷ Đoàn 959. 
• Từ tháng 12 năm 1972, Cục trưởng Cục nhà trường Bộ Tổng tham mưu, Uỷ viên Ban chấp hành Đảng uỷ Bộ Tổng Tham mưu
• 1976–1979, Trưởng Khoa Nghệ thuật Quân sự, Viện Khoa học Nghệ thuật Quân sự – Học viện Quốc phòng
• 1979–1981, Phó Giám đốc Học viện Quốc phòng
• 1981–1982, Giám đốc Học viện Hậu cần, Đảng uỷ viên Ban chấp hành Đảng uỷ Tổng cục Hậu cần.
- Từ tháng 10 năm 1982 đến năm 1991, ông giữ các trọng trách: 
  - Phó Tổng thanh tra Quân đội
  - Uỷ viên thường trực Hội đồng thi đua Bộ Quốc phòng
  - Phó Chủ tịch Hội Hữu nghị Việt Nam – Ni-ca-ra-goa [6]
- Thiếu tướng (02/1983)
- Năm 1987 ông được Nhà nước cho nghỉ hưu.
- Ngày 20 tháng 5 năm 2019, thiếu tướng Bùi Nam Hà qua đời[7][8] tại Thành phố Hồ chí Minh.

## Phần thưởng cao quý
- Huân chương Độc lập hạng Nhất
- Huân chương Quân công hạng Nhất
- Huân chương Kháng chiến hạng Nhất
- Huân chương Chiến thắng hạng Hai
- Huân chương Kháng chiến Chống Mỹ hạng Nhất
- Huân chương Chiến công hạng Nhất, Nhì
- Huân chương Chiến công giải phóng hạng Nhất
- Huân chương Chiến sĩ giải phóng (hạng Nhất, Nhì, Ba)
- Huân chương Chiến sĩ vẻ vang (hạng Nhất, Nhì, Ba)
- Huy hiệu 70 năm tuổi Đảng.